# Arctic Race of Norway
L'Arctic Race of Norway (Course arctique de Norvège) est une course cycliste créée en 2013 et qui se déroule au nord de la Norvège. La course a lieu au mois d'août.
Il s'agit de la course cycliste professionnelle organisée la plus au nord de la planète et c'est la course la plus importante se déroulant en Norvège, devant le Tour de Norvège et le Tour des Fjords également inscrites au calendrier UCI.
L'édition 2020, initialement prévue du 6 au 9 août, est annulée le 30 avril par le comité d'organisation de la course, comme de nombreuses courses en raison de la pandémie de maladie à coronavirus.

## Présentation
L'Arctic Race of Norway se présente sous quatre étapes en ligne du jeudi au dimanche. L'épreuve appartient à la catégorie de course 2.1 de l'UCI Europe Tour, lors des deux premières éditions, puis, fort du succès de ces deux éditions, la course est promue en catégorie 2.HC en 2015. En 2020, elle intègre l'UCI ProSeries, le deuxième niveau du cyclisme international.
Parmi ses particularités, l'édition 2014 a connu comme lieu d'arrivée d'étape, le cap Nord. Cette même année, un sommet comptant pour le classement du meilleur grimpeur est situé au niveau de la mer, à la sortie du tunnel du Cap-Nord.

## Maillots distinctifs et classements annexes
- Le vainqueur de l'étape est récompensé par l'office de tourisme norvégien.
- Le leader du classement général porte un maillot bleu avec une bande horizontale orange, sponsorisé par Statoil.
- Le leader du classement par points porte un maillot vert, sponsorisé par SpareBank 1 Nord-Norge.
- Le leader du classement de la montagne porte un maillot rouge, sponsorisé par Laks er viktig for Norge.
- Le leader du classement du meilleur jeune (coureurs de moins de 25 ans) porte un maillot blanc, sponsorisé par Statoil.
- Deux autres classements sont également décernés, le classement par équipe, qui est sponsorisé par Volvo, la première année puis par Hyundai, les éditions suivantes et également le prix du plus combatif, sponsorisé par ATEA.

En 2014, l'Arctic Race of Norway devient la première course cycliste professionnelle à insérer des tweets de fans sur un maillot. Ainsi, 13 messages Twitter (ainsi que le nom de leurs auteurs) ont été sélectionnés et imprimés sur 6 lignes au total. Les messages sont insérés sur la bande horizontale orange figurant à l'avant et à l'arrière du maillot.
Enfin, l'Arctic Race of Norway a été, en 2014, la première course cycliste professionnelle à intégrer un cinquième maillot voté par les fans, le maillot Viking. Celui-ci récompense le coureur le plus courageux. Après chaque étape, les fans choisissent le porteur de ce maillot (choix basé sur une présélection de coureurs faite par un jury d'officiels). Bien que ne représentant pas un maillot officiel et n'étant donc pas obligatoire pour les coureurs, l'ensemble des coureurs élus par les fans en 2014 ont tous choisi de porter ce maillot.

## Palmarès
| Année | Vainqueur           | Deuxième             | Troisième            |
| ----- | ------------------- | -------------------- | -------------------- |
| 2013  | Thor Hushovd        | Kenny van Hummel     | Nikias Arndt         |
| 2014  | Steven Kruijswijk   | Alexander Kristoff   | Lars Petter Nordhaug |
| 2015  | Rein Taaramäe       | Silvan Dillier       | Ilnur Zakarin        |
| 2016  | Gianni Moscon       | Stef Clement         | Oscar Gatto          |
| 2017  | Dylan Teuns         | August Jensen        | Michel Kreder        |
| 2018  | Sergey Chernetskiy  | Markus Hoelgaard     | Colin Joyce          |
| 2019  | Alexey Lutsenko     | Warren Barguil       | Krists Neilands      |
| 2021  | Ben Hermans         | Odd Christian Eiking | Victor Lafay         |
| 2022  | Andreas Leknessund  | Hugo Houle           | Nicola Conci         |
| 2023  | Stephen Williams    | Christian Scaroni    | Kevin Vermaerke      |
| 2024  | Magnus Cort Nielsen | Clément Champoussin  | Kevin Vermaerke      |
| 2025  |                     |                      |                      |